# Quyền LGBT ở Nhật Bản
Quyền đồng tính nữ, đồng tính nam, song tính và chuyển giới ở Nhật Bản tương đối tiến bộ xét theo tiêu chuẩn châu Á, mặc dù người LGBT thiếu luật pháp đầy đủ bình đẳng. Hoạt động tình dục đồng giới chỉ bị hình sự hóa một thời gian ngắn trong lịch sử Nhật Bản từ năm 1872 đến 1880, sau đó, một phiên bản địa phương hóa của Bộ luật hình sự Napoleonic đã được thông qua với tuổi đồng ý. Các cặp vợ chồng đồng giới và hộ gia đình do các cặp đồng giới đứng tên không được công nhận về pháp lý như các cặp đôi khác giới. Mặc dù kể từ năm 2015, một số thành phố cung cấp "giấy chứng nhận hợp tác" để nhận ra các cặp đồng giới, nhưng nó chỉ mang tính tượng trưng và không có giá trị pháp lý.
Văn hóa Nhật Bản và các tôn giáo lớn không có lịch sử thù địch với đồng tính luyến ái. Đa số công dân Nhật Bản được cho là ủng hộ đồng tính luyến ái, với cuộc thăm dò năm 2013 cho thấy 54% đồng ý rằng đồng tính nên được xã hội chấp nhận, trong khi 36% không đồng ý, với khoảng cách tuổi tác lớn. Mặc dù nhiều đảng chính trị đã không công khai ủng hộ hoặc phản đối các quyền LGBT, nhưng có một số chính trị gia LGBT công khai tại chức. Một đạo luật cho phép các cá nhân chuyển giới thay đổi giới tính hợp pháp của họ - chuyển đổi giới tính đã được thông qua vào năm 2002. Phân biệt đối xử dựa trên xu hướng tính dục và bản dạng giới bị cấm ở một số thành phố, bao gồm cả Tokyo.
Tokyo Rainbow Pride đã được tổ chức hàng năm kể từ năm 2012, với số lượng người tham dự tăng lên hàng năm. Một cuộc thăm dò ý kiến năm 2015 cho thấy đa số người Nhật ủng hộ việc hợp pháp hóa hôn nhân đồng giới. Các cuộc thăm dò dư luận được tiến hành trong những năm sau đó đã tìm thấy mức độ ủng hộ cao đối với hôn nhân đồng giới trong công chúng Nhật Bản, đáng chú ý nhất là thế hệ trẻ.

## Công nhận mối quan hệ đồng giới
Điều 24 của Hiến pháp Nhật Bản quy định rằng "Hôn nhân chỉ dựa trên sự đồng thuận của cả hai giới và nó sẽ được duy trì thông qua hợp tác lẫn nhau với quyền bình đẳng của vợ và chồng làm cơ sở".
Do đó, các điều 731 đến 737 của Bộ luật Dân sự Nhật Bản giới hạn hôn nhân đối với các cặp vợ chồng khác giới. Các cặp đồng giới không thể kết hôn và các cặp đồng giới không được cấp quyền bắt nguồn từ hôn nhân. Ngoài ra, hôn nhân đồng giới được thực hiện ở nước ngoài không được công nhận hợp pháp tại Nhật Bản và các cặp đồng giới hai quốc gia không thể có được thị thực cho đối tác nước ngoài dựa trên mối quan hệ của họ.
Vào tháng 3 năm 2009, Nhật Bản bắt đầu cho phép công dân Nhật Bản kết hôn với bạn tình đồng giới ở các quốc gia nơi hôn nhân đồng giới là hợp pháp. Bộ Tư pháp đã chỉ thị cho chính quyền địa phương cấp giấy chứng nhận quan trọng, trong đó tuyên bố rằng một người đang độc thân và ở độ tuổi hợp pháp, cho các cá nhân tìm cách kết hôn đồng giới ở những khu vực được phép hợp pháp. Mặc dù hôn nhân đồng giới không được công nhận hợp pháp tại Nhật Bản, cho phép công dân của họ kết hôn với bạn tình đồng giới ở nước ngoài được coi là bước đầu tiên để hợp pháp hóa các cuộc hôn nhân như vậy ở Nhật Bản.
Vào tháng 2 năm 2015, quận Shibuya (ở Tokyo) đã công bố kế hoạch cho thủ tục công nhận các cặp đồng giới cho các tình huống như đến bệnh viện và thuê chung cư. Thủ tục này cho phép các cặp vợ chồng có được một giấy tờ "bằng chứng hợp tác", không dựa trên luật pháp Nhật Bản, nhưng có thể giúp, ví dụ, có thể tiếp cận với một đối tác bị bệnh và ở bệnh viện. Sáng kiến Shibuya được coi là một bước tiến quan trọng đối với quyền hợp tác đồng tính nữ và đồng tính nam tại Nhật Bản. Vào tháng 7 năm 2015, phường Setagaya của Tokyo tuyên bố rằng họ sẽ tham gia cùng Shibuya trong việc công nhận quan hệ đối tác đồng giới từ tháng 11 cùng năm. Kể từ đó, các thành phố Iga, Takarazuka, Naha, Sapporo, Fukuoka, Osaka, Nakano, Ōizumi, Chiba, Edogawa, Fuchū, Hirakata, Kumamoto, Odawara, Sakai, Sōja, Toshima và Yokosuka đã bắt đầu cấp giấy chứng nhận hợp tác cho cùng- cặp vợ chồng quan hệ tình dục. Việc đăng ký tương tự sẽ có hiệu lực vào Hida, Miyazaki và Kitakyushu vào năm 2019 và Narashino vào năm 2020.

## Chống phân biệt đối xử
Kể từ năm 2018, xu hướng tính dục không được bảo vệ bởi luật dân quyền quốc gia, điều đó có nghĩa là người Nhật LGBT có rất ít sự phục hồi pháp lý khi họ phải đối mặt với sự phân biệt đối xử như vậy trong các lĩnh vực như việc làm, giáo dục, nhà ở, chăm sóc sức khỏe và ngân hàng.
Tuy nhiên, các trường hợp phân biệt đối xử trên cơ sở xu hướng tính dục vẫn còn tương đối hiếm ở Nhật Bản. Tương tự, Lực lượng Phòng vệ Nhật Bản, khi được hỏi về chính sách của họ đối với người đồng tính nam và đồng tính nữ sau cuộc tranh luận của Hoa Kỳ trong nhiệm kỳ tổng thống của bà Clinton, đã trả lời rằng đó không phải là vấn đề và các cá nhân trong lực lượng cho biết chừng nào quan hệ đồng giới không dẫn đến đánh nhau hoặc rắc rối khác, có rất ít, nếu có, rào cản đối với việc đưa họ vào các dịch vụ vũ trang.
Hiến pháp Nhật Bản hứa hẹn quyền bình đẳng và được giải thích để cấm phân biệt đối xử trên tất cả các lý do. Tuy nhiên, người đồng tính và chuyển giới có thể bị bạo lực về thể xác, tình dục và tâm lý dưới bàn tay của những người bạn khác giới hoặc đồng giới, nhưng không được pháp luật bảo vệ. Các đối tác đồng giới được loại trừ khỏi  Đạo luật về Ngăn ngừa Bạo lực Vợ chồng và Bảo vệ Nạn nhân  (tiếng Nhật: 配偶者からの暴力の防止及び被害者の保護等に関する法律) và thường thiếu những nơi an toàn nơi họ có thể tìm kiếm sự giúp đỡ và hỗ trợ. Nhật Bản là một bên tham gia Công ước quốc tế về các quyền dân sự và chính trị (ICCPR) của Liên hợp quốc, cũng cấm toàn diện sự phân biệt đối xử.
Vào năm 2013, Yodogawa-ku, Osaka đã trở thành khu vực chính phủ Nhật Bản đầu tiên thông qua nghị quyết hỗ trợ cho việc đưa vào LGBT, bao gồm bắt buộc đào tạo độ nhạy LGBT cho nhân viên phường. Naha tiếp theo phù hợp vào tháng 7 năm 2015.
Vào tháng 10 năm 2018, Chính quyền Thủ đô Tokyo đã thông qua luật cấm mọi sự phân biệt đối xử trên cơ sở xu hướng tính dục và bản dạng giới. Luật này, dự kiến có hiệu lực vào tháng 4 năm 2019, cũng cam kết Chính phủ nâng cao nhận thức về người LGBT và "các biện pháp cần thiết để đảm bảo các giá trị nhân quyền bắt nguồn từ mọi nơi trong thành phố". Luật pháp ngoài vòng pháp luật thể hiện lời nói hùng biện ở nơi công cộng. Trước đó, các phường của Shibuya và Setagaya đã thông qua các biện pháp bảo vệ rõ ràng cho người LGBT.
Vào tháng 12 năm 2018, bốn đảng chính trị, Đảng Dân chủ lập hiến Nhật Bản, Đảng Dân chủ vì Nhân dân, Đảng Cộng sản Nhật Bản và Đảng Tự do cùng với sự hỗ trợ của một số độc lập, được giới thiệu cho Hạ viện một dự luật (性的指向又は性自認を理由とする差別の解消等の推進に関する法律案) cấm phân biệt đối xử, quấy rối và bắt nạt tại các trường học trên cơ sở xu hướng tình dục.
Vào tháng 3 năm 2019, luật cấm phân biệt đối xử đối với "thiểu số tình dục" đã được thông qua tại Ibaraki.

### Phân biệt đối xử việc làm
Trong khi Luật cơ hội việc làm bình đẳng (tiếng Nhật: 男女雇用機会均等法) đã được sửa đổi nhiều lần trong những năm qua để giải quyết vấn đề phân biệt giới tính và quấy rối tại nơi làm việc, Chính phủ đã từ chối mở rộng luật pháp để giải quyết phân biệt đối xử chống lại giới tính hoặc danh tính tình dục. Chính quyền thủ đô Tokyo đã thông qua luật cấm phân biệt đối xử trong việc làm dựa trên xu hướng tính dục và bản dạng giới.
Các công ty ở Nhật Bản bao gồm mười nhân viên trở lên được yêu cầu thiết lập các quy định làm việc. Vào tháng 1 năm 2018, Bộ Y tế, Lao động và Phúc lợi đã sửa đổi Quy tắc tuyển dụng mẫu (モデル就業規則) trong đó "là khuôn khổ mẫu cho các quy định công việc", để cấm phân biệt đối xử dựa trên xu hướng tính dục và "xác định giới tính". Article 15 reads:
Ngoài những gì được quy định từ Điều 12 đến đoạn trước, nhân viên bị cấm đối với bất kỳ hình thức quấy rối nào khác tại nơi làm việc gây tổn hại đến môi trường làm việc của các nhân viên khác như bằng cách nói hoặc hành vi liên quan đến xu hướng tình dục hoặc xác định giới tính.

### Phân biệt đối xử nhà ở
Năm 1990, nhóm OCCUR (Hiệp hội Nhật Bản cho Phong trào Đồng tính nữ và Đồng tính nam) đã thắng kiện tại tòa án chống lại chính sách của chính quyền Tokyo cấm thanh niên đồng tính nam và nữ sử dụng "Ngôi nhà dành cho giới trẻ". Trong khi phán quyết của tòa án dường như không mở rộng sang các lĩnh vực phân biệt đối xử khác do chính phủ tài trợ, nó được các tòa án viện dẫn như một vụ kiện dân sự.
Kể từ mùa thu 2003, Cơ quan Phục hưng Đô thị, cơ quan chính phủ vận hành nhà ở chính phủ (公団住宅), đã cho phép các cặp đồng giới thuê các đơn vị giống như các cặp dị tính tại bất kỳ một trong số hơn 300 bất động sản mà nó hoạt động. Điều này đã mở đường cho nhiều hành động như vậy, khi Chính phủ Osaka vào tháng 9 năm 2005 đã mở ra cánh cửa nhà ở chính phủ cho các cặp đồng giới.
Vào tháng 2 năm 2018, Bộ Y tế, Lao động và Phúc lợi đã tạo ra các điều khoản giải quyết vấn đề phân biệt đối xử trong nhà ở, nói rằng "phải xem xét để không từ chối chỗ ở trên cơ sở xu hướng tính dục hoặc bản dạng giới".

### Bắt nạt trong trường học
Năm 2017, Bộ Giáo dục đã bổ sung xu hướng tính dục và bản dạng giới vào chính sách bắt nạt quốc gia. Chính sách yêu cầu các trường học nên ngăn chặn bắt nạt học sinh dựa trên xu hướng tính dục hoặc bản dạng giới của họ bằng cách "thúc đẩy sự hiểu biết đúng đắn của giáo viên về định hướng giới tính / giới tính cũng như đảm bảo thông báo về các biện pháp cần thiết của trường về vấn đề này."
Vào tháng 1 năm 2018, sau một sự cố cấp cao vào năm 2015, trong đó một sinh viên đồng tính tại Đại học Hitotsubashi đã tự sát sau khi bị đuổi ra ngoài ý muốn của mình, thành phố Kunitachi đã thông qua "chống - ban hành "pháp lệnh để thúc đẩy sự hiểu biết của người LGBT.

## Bản dạng và biểu hiện giới
Năm 2002, một đạo luật đã được thông qua cho phép những người chuyển giới đã trải qua phẫu thuật xác định lại giới tính để thay đổi giới tính của họ trên các tài liệu pháp lý của họ. Tuy nhiên, triệt sản là bắt buộc, trong số nhiều tiêu chí thách thức khác. Luật đã có hiệu lực vào năm 2003, và được Tòa án tối cao Nhật Bản duy trì vào tháng 1 năm 2019. Đến ngày đó, 7.000 người đã thay đổi giới tính một cách hợp pháp. Tòa án muốn ngăn chặn "sự nhầm lẫn" trong quan hệ cha mẹ và con cái, cũng như "những thay đổi đột ngột" trong xã hội Nhật Bản. Hai trong số các thẩm phán đa số vẫn đưa ra lời kêu gọi xã hội "nắm lấy sự đa dạng của bản sắc tình dục", đồng thời bổ sung rằng các yêu cầu đã xâm lấn và khuyến khích Chế độ ăn uống quốc gia xem xét chúng.
Vào ngày 24 tháng 2 năm 2012, Hiệp hội Luật sư Hyogo tuyên bố khuyến nghị một phụ nữ chuyển giới trong nhà tù nam được chuyển đến một tổ chức nữ. Theo báo cáo này, một phụ nữ chuyển giới đã được đưa vào một cơ sở nam vì tình trạng hợp pháp của cô ấy, mặc dù đã trải qua phẫu thuật xác định lại giới tính trước khi bị giam giữ, và đã được một nhân viên nam kiểm tra, cắt tóc và đã bị từ chối bất kỳ điều trị nữ tính bao gồm cả quần áo nữ.
Kể từ tháng 4 năm 2018, người chuyển giới đã được bảo hiểm cho phẫu thuật xác định lại giới tính miễn là họ không được điều trị bằng hormone. Bộ Y tế, Lao động và Phúc lợi cũng đã cho phép người chuyển giới sử dụng tên họ ưa thích trên thẻ bảo hiểm y tế của họ.
Vào tháng 6 năm 2018, Chính phủ Nhật Bản ban hành luật mới hạ độ tuổi trưởng thành ở Nhật Bản xuống 18. Trong số những luật khác, luật mới quy định tuổi kết hôn là 18 đối với cả nam và nữ (trước đây phụ nữ có thể kết hôn ở tuổi 16) và cho phép thanh niên 18 tuổi có được hộ chiếu, thẻ tín dụng hợp lệ, v.v. Luật cũng cho phép những người được chẩn đoán chứng rối loạn giới tính có thể thay đổi hợp pháp giới tính của họ ở tuổi 18 trở lên. Các thay đổi dự kiến sẽ có hiệu lực vào ngày 1 tháng 4 năm 2022.

## Hỗ trợ chính trị

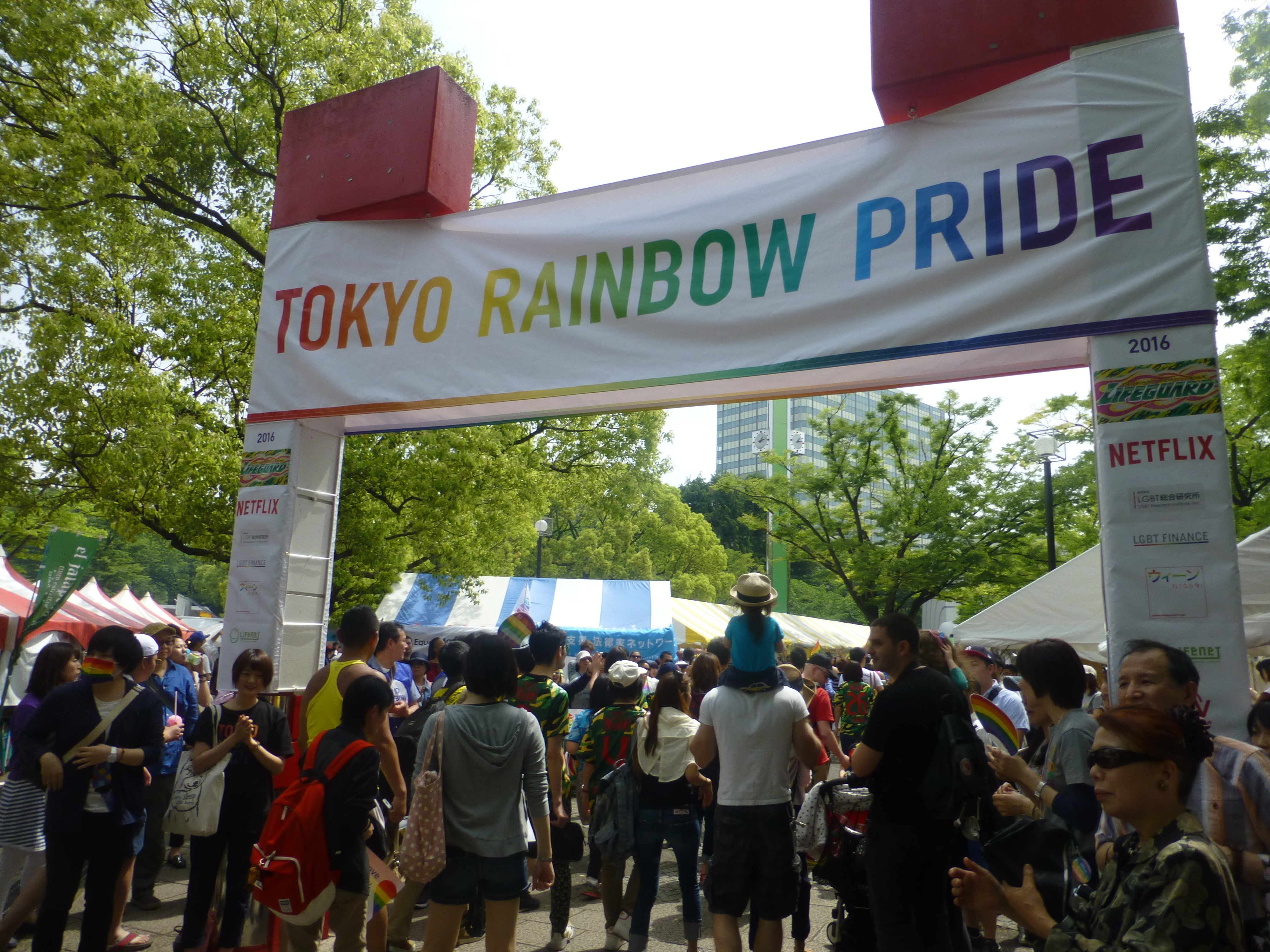
Niềm tự hào cầu vồng Tokyo năm 2016

Quyền LGBT hiếm khi được thảo luận hoặc tranh luận công khai, và hầu hết các đảng chính trị không đưa ra bất kỳ vị trí chính thức nào có lợi cho, hoặc phản đối, quyền LGBT trong nền tảng hoặc tuyên ngôn của đảng của họ. Tuy nhiên, một số bên đã trả lời các câu hỏi liên quan đến chính sách hôn nhân đồng giới: Đảng Dân chủ Tự do đã chỉ ra sự phản đối hợp pháp hóa nó, và Đảng Dân chủ lập hiến và Đảng Dân chủ Xã hội đã chỉ ra sự hỗ trợ cho việc hợp pháp hóa, trong khi Đảng Cộng sản đã chỉ ra hỗ trợ hợp pháp hóa hôn nhân kết hợp dân sự.
Năm 2001, Hội đồng Xúc tiến Nhân quyền, thuộc Bộ Tư pháp, khuyến nghị rằng khuynh hướng tình dục được đưa vào bộ luật dân quyền của quốc gia, nhưng Quốc hội đã từ chối chấp nhận khuyến nghị.
Năm 2003, Aya Kamikawa trở thành chính trị gia chuyển giới công khai đầu tiên được bầu vào văn phòng công cộng tại Nhật Bản, Hội đồng phường Setagaya. Ban đầu, cô hoạt động với tư cách là một đảng Độc lập nhưng bày tỏ sự ủng hộ đối với Đảng Nhật Bản Rainbow and Greens và sau đó không thành công trong Quốc hội với tư cách là thành viên của Đảng Dân chủ Nhật Bản.
Năm 2005, Kanako Otsuji, từ Hội trưởng tỉnh Osaka, trở thành chính trị gia đồng tính đầu tiên chính thức ra mắt tại Lễ hội tự hào đồng tính Tokyo.
Năm 2011, Taiga Ishikawa đã trở thành ứng cử viên đồng tính công khai đầu tiên được bầu vào văn phòng tại Nhật Bản, đặc biệt với tư cách là đại diện cho hội đồng địa phương của Khu vực Toshima. Anh xuất hiện công khai trong cuốn sách "Where Is My Boyfriend" (2002), và bắt đầu một tổ chức phi lợi nhuận tài trợ cho các sự kiện xã hội cho những người đồng tính nam ở Nhật Bản.
Tại 2016 bầu cử Hội đồng Nghị viện, đảng cầm quyền bảo thủ Đảng Dân chủ Tự do bao gồm "thúc đẩy sự hiểu biết về đa dạng tình dục" trong nền tảng của mình, một động thái sẽ là "không thể tưởng tượng được" "Trong thời gian trước đó và nhà lập pháp Gaku Hashimoto một phần là để đốt cháy hình ảnh quốc tế của đất nước trước Thế vận hội Mùa hè 2020 ở Tokyo.
Vào tháng 3 năm 2017, Tomoya Hosoda đã được bầu vào Hội đồng Iruma, ở quận Saitama. Hosoda được cho là người đàn ông chuyển giới công khai đầu tiên được bầu vào văn phòng công cộng trên thế giới.
Trong thời gian tổng tuyển cử năm 2017, Thống đốc Tokyo Yuriko Koike mới được ra mắt Party of Hope đã cam kết xóa bỏ phân biệt đối xử LGBT trong tuyên ngôn của mình.
vào năm 2019, cựu Bộ trưởng Quốc phòng Tomomi Inada nói rằng bà không chắc liệu mình có thể đưa ra luật mới để tìm kiếm sự khoan dung hơn đối với các mối quan hệ đồng tính hay không trong bối cảnh sự phản đối của các đồng nghiệp Đảng Dân chủ Tự do. Trong khi Inada tuyên bố cô muốn "thúc đẩy sự hiểu biết" về người LGBT, cô tuyên bố cô sẽ không cố gắng để Nhật Bản hợp pháp hóa hôn nhân đồng giới hoặc cấm phân biệt đối xử với công dân LGBT. Một số thành viên Đảng Dân chủ Tự do đã đưa ra những tuyên bố gây tranh cãi, chẳng hạn như Katsuei Hirasawa, người đã lập luận trong một bài phát biểu vào tháng 2 năm 2019 rằng "quốc gia sẽ sụp đổ" nếu mọi người đều đồng tính. Một nhà lập pháp đảng cầm quyền khác, Mio Sugita, đã xuất bản một bài báo trên tạp chí vào năm 2018 mô tả các cặp đồng giới là "không có vai trò sinh sản" vì họ không thể có con chung.

## Bảng tóm tắt
| Hoạt động tình dục đồng giới hợp pháp                                                                                       | (Từ năm 1880; là bất hợp pháp từ 1872-1880; trước đó không có luật cấm các mối quan hệ đồng tính)                |
| Độ tuổi đồng ý | (Từ năm 1880) |
| Luật chống phân biệt đối xử trong việc làm                                                                                  | / (Ở Tokyo và Ibaraki)                                                                                           |
| Luật chống phân biệt đối xử trong việc cung cấp hàng hóa và dịch vụ                                                         | / (Ở Tokyo và Ibaraki)                                                                                           |
| Luật chống phân biệt đối xử trong tất cả các lĩnh vực khác (bao gồm phân biệt đối xử gián tiếp, ngôn từ kích động thù địch) | / (Ở Tokyo và Ibaraki)                                                                                           |
| Hôn nhân đồng giới | No |
| Công nhận các cặp đồng giới                                                                                                 | (Một số khu vực pháp lý cung cấp "giấy chứng nhận hợp tác", tuy nhiên, chúng hoàn toàn mang tính biểu tượng)     |
| Con nuôi của các cặp vợ chồng đồng giới                                                                                     | No |
| Con nuôi chung của các cặp đồng giới                                                                                        | No |
| Người đồng tính nữ, đồng tính nam và song tính được phép phục vụ trong quân đội                                             | Yes |
| Quyền thay đổi giới tính hợp pháp                                                                                           | (Từ năm 2003; trong một số hạn chế nhất định (phải trải qua phẫu thuật, triệt sản và không có con dưới 20 tuổi)) |
| Liệu pháp chuyển đổi trên trẻ vị thành niên và người lớn bị cấm                                                             | No |
| Truy cập IVF cho đồng tính nữ                                                                                               | No |
| Mang thai hộ thương mại cho các cặp đồng tính nam                                                                           | (Cấm bất kể xu hướng tình dục)                                                                                   |
| NQHN được phép hiến máu | / (Thời gian trì hoãn 6 tháng)                                                                                   |